# Демидова (Орловская область)
Демидова — опустевшая деревня в Болховском районе Орловской области. Входит в состав Новосинецкого сельского поселения. Население 0 человек (2010).

## География
Деревня находится в северной части Орловской области, в лесостепной зоне, в пределах центральной части Среднерусской возвышенности. Расположена рядом с селом Старый Синец.
Часовой пояс
Деревня Демидова, как и вся Орловская область, находится в часовой зоне МСК (московское время). Смещение применяемого времени относительно UTC составляет +3:00.
Климат
близок к умеренно-холодному, количество осадков является значительным, с осадками даже в засушливый месяц. Среднегодовая норма осадков — 627 мм. Среднегодовая температура воздуха в Болховском районе — 5,1 ° C.

## Население
| 2010 |
| ---- |
| 0    |

национальный  состав
Согласно результатам переписи 2002 года, в национальной структуре населения
русские составляли 100 % из общей численности населения в 5 жителей

## Инфраструктура
Нет данных

## Транспорт
Просёлочные дороги.